# طایه (استان سطیف)
طایه (به عربی: الطاية) یک شهرداری در الجزایر است که در استان سطیف واقع شده‌است.